# Graller de Comafaió
El Graller de Comafaió és un avenc al terme municipal de Sant Esteve de la Sarga, al Pallars Jussà. És a 1.427 m. alt. a la part central del Montsec d'Ares. És al nord del cim de Sant Alís, bastant a prop, i al nord-oest del Picó Bernat. Queda a l'esquerra del barranc d'Alzina.